# Ferriera del Valdarno
La Ferriera del Valdarno è un produttore italiano di  suole e lame per macchine movimento terra e prodotti per armamento ferroviario.

## Storia

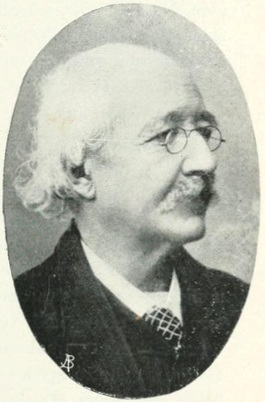
Ubaldino Peruzzi
Il primo presidente della Ferriera del Valdarno

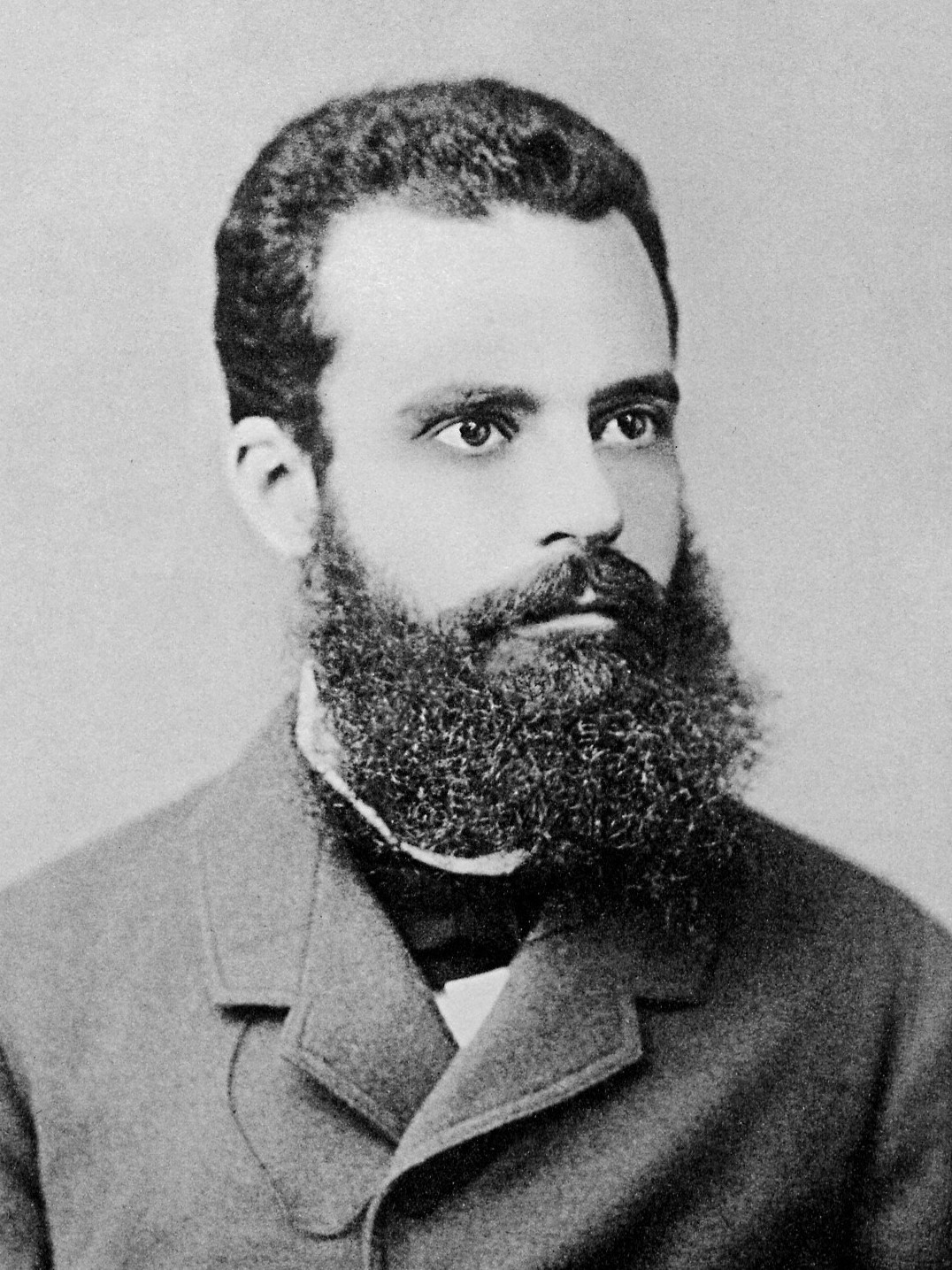
Vilfredo Pareto
Il primo direttore della Ferriera del Valdarno

### Le origini
La Ferriera del Valdarno nasce nel 1872 a San Giovanni Valdarno (AR), come stabilimento per l'estrazione e l'utilizzazione della lignite esistente nella vicina zona di Castelnuovo dei Sabbioni, finalizzata alla lavorazione del ferro ad opera della Società per l'Industria del Ferro, istituita a Firenze nel 1870 con i finanziamenti della Banca Generale Fenzi.

Ubaldino Peruzzi e Vilfredo Pareto ne furono rispettivamente il primo presidente e direttore.

Purtroppo al successo produttivo non si accompagnò quello economico per cui la società venne messa in liquidazione e lo stabilimento fu rilevato dalla Società anonima delle ferriere italiane, costituita a Roma il 29 agosto 1880 su finanziamento dalla Banca generale di Roma.

Nel 1908 la costruzione della centrale elettrica, presso le miniere della lignite di Castelnuovo dei Sabbioni, da parte della Società elettrica del Valdarno, permise notevoli trasformazioni tecniche allo stabilimento e la produzione subì un notevole impulso.

### In Ilva
Nel 1918 lo stabilimento entra a far parte del complesso Ilva.

Negli anni 1956-1957 lo stabilimento viene inglobato dal gruppo finanziario Finsider e nel gruppo industriale Iri, sotto l'egida dei quali si costituisce la Società siderurgica Cornigliano. Fu di quegli anni la prima crisi che comportò nel 1958 la chiusura delle acciaierie

Nel 1961 a seguito fusione fra la Cornigliano e l'Ilva, nasce l'Italsider di cui lo stabilimento di San Giovanni entra a far parte.

Negli anni 70 arriva la crisi della siderurgia che comporterà una diminuzione del personale a 900 unità dalle 1 500 degli anni 50. 

Nel 1981 passa alle  Acciaierie di Piombino S.p.A. e quindi alla Deltavaldarno.

### La privatizzazione
Nel 1990 l'azienda entra nel gruppo Ferdofin, diventa una Srl e recupera il nome originario "Ferriera del Valdarno".

In seguito verrà rilevata dalla Duferco che costituirà la società Duferdofin.

Nel 1999 la Duferdofin cede la parte del laminatoio alla Siderurgica Ferrero, che a sua volta lo cederà
alla Afv Beltrame il primo gennaio 2003.

Nel 2014 fa parte del gruppo Duferdofin-Nucor e occupa circa 87 addetti, con una capacità produttiva pari a circa 4 000 000 di pezzi all'anno, corrispondenti a circa 50 000 tonnellate di metallo.